# Philippine Welser
Filipina Welser (Augsburgo,  1527 - castillo de Ambras, Innsbruck, 24 de abril de 1580) fue hija de un gran burgués de Augsburgo y esposa morganática de Fernando Il (1529-1595), archiduque de Austria y conde de Tirol, el hijo menor del emperador Fernando I (r. 1558-1564) y de Ana Jagellón, princesa de Bohemia y Hungría.

## Biografía

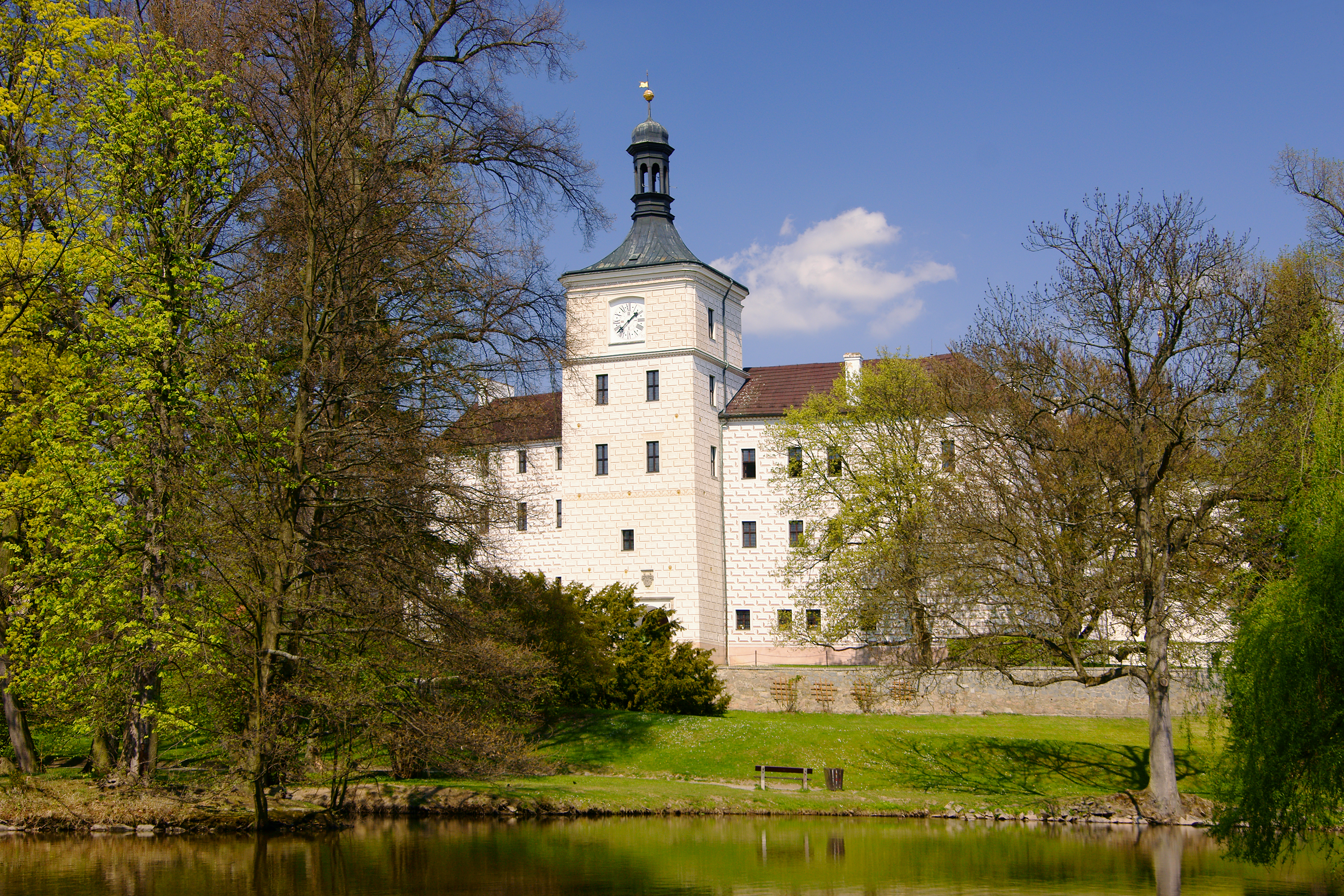
Vista del castillo de Březnice, donde Philippine y Fernando se casaron en secreto en 1557 y donde residió Philippine hasta que su matrimonio fue hecho público

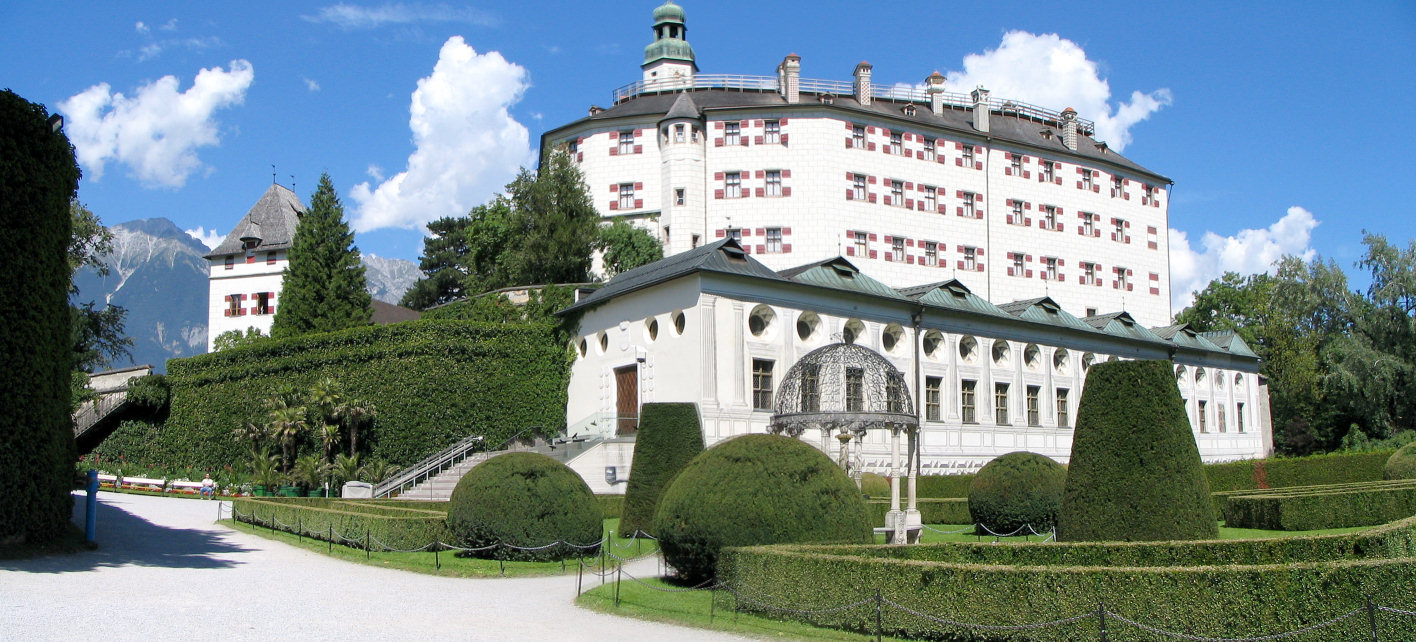
Vista del palacio de Ambras, que Fernando reconstruyó para ser su residencia con Philippine

El padre de Filipina Welser era Franz (Friedrich) Welser (nacido el 2 de noviembre de  1497 en Augsburgo, fallecido el 29 de octubre de 1572 en Ravensburg), que formaba parte de la familia Welser,  una de las grandes familias de comerciantes de Augsburgo y financieros de los Augsburgo, perteneciente al patriciado. Su madre fue Anna Adler (nacida en 1507, fallecida el 5 de enero de  1572 en Weiherburg, cerca de Innsbruck). También era la sobrina de Bartolomé V. Welser, y se distinguió desde su juventud no solo por su belleza, sino también por su interés por los negocios y las ciencias naturales.
El archiduque Fernando Il de Habsburgo, hijo del emperador y príncipe del Tirol, se casó en secreto con la plebeya Filipina. Dado que las casas principescas utilizaban los matrimonios para consolidar sus alianzas, circunstancia que también estaba prevista para Fernando II,  el evento no fue despreciable. Según un documento de 1576 debido a Fernando, el matrimonio se celebró en enero de 1557. El momento de su encuentro no se conoce con certeza. Historiadores románticos del siglo XIX asumieron que la primera reunión se llevó a cabo en el marco de la Dieta de Augsburgo de 1548. Sin embargo, dado que Fernando no firmó ninguna escritura allí y que los presentes tampoco mencionaron su nombre en otros registros, es poco probable que estuviera presente. El primer contacto probado con la familia Welser tuvo lugar el 12 de mayo de 1556, cuando Catherine von Loxan (Catalina de Loksany), una tía de Filipina obtuvo una licencia para comerciar con ganado. Se hizo amiga del archiduque Fernando, que paso a visitarla a su residencia, el castillo de Breznice (ahora Březnic), entonces un espléndido centro de la vida social. Quizás Catalina participó en la organización del encuentro, que tuvo lugar, con toda probabilidad, en el otoño de 1556, y el aristócrata se enamoró de la bella y espiritual Filipina.
La recién casada Filipina vivió en Breznice algún tiempo y dio a luz en el palacio a su primer hijo. Su tía Catalina mandó instalar para la culta Filipina una biblioteca renacentista cuyos armarios pintados se han conservado hasta ahora. Es la biblioteca palaciega más antigua que se ha conservado en las tierras checas.
A más tardar en 1559, el emperador Fernando I se enteró del enlace de su hijo y se hizo un arreglo. El matrimonio debía mantenerse en secreto, los posibles hijos quedarían excluidos de la sucesión de los Habsburgo, pero podrían comprar títulos nobiliarios y portar las armas de los Habsburgo. Además, ellos, como Filipina, serían dotados económicamente. El emperador quería mediante esta convención expresar su desacuerdo y limitar las consecuencias jurídicas de la unión; como padre, sin embargo, quería conceder su perdón y tomar a Filipina y sus hijos bajo su protección. La pareja hizo todo lo posible por respetar esas condiciones. Así, por ejemplo, los hijos de Filipina fueron admitidos en el castillo como expósitos. Solo los amigos íntimos de la pareja sabían que los niños depositados en el umbral del castillo y acogidos por Filipina eran sus propios hijos. Los gemelos nacidos más tarde en Bürglitz (un niño y una niña, Felipe y María) también fueron adoptados, pero murieron en la infancia. Cuando se enteró de su muerte, su abuelo, que no había tenido la oportunidad de verlos, hizo que sus cuerpos fueran exhumados y re-enterrados en la catedral de San Vito en Praga, a pesar de todo durante la noche.
A partir de 1576 se acabó el secreto. El hijo mayor, Andrés, iba a ser nombrado cardenal, lo que requería la justificación de un origen legítimo. El papa liberó al archiduque Fernando de su juramento, tras lo cual proporcionó la justificación solicitada. La pareja fue considerada feliz. Filipina había dado a luz a dos hijos, luego a los gemelos, que murieron a una edad temprana.
El moderno castillo de Ambras fue reconstruido por el archiduque Fernando II cuando fue nombrado soberano provincial del Tirol en 1564, convirtiendo la fortaleza medieval existente en un espléndido palacio renacentista para su esposa. Fernando II preparó la residencia de su familia en el castillo Superior, debajo del cual construyó una de las salas artísticamente más importantes del Renacimiento tardío, conocida desde el siglo XIX como el «Salón español». El castillo de Ambras fue el lugar en el que Fernando II albergara su colección de armas, armaduras, retratos, objetos naturales, así como rarezas y objetos preciosos. Hoy en día es un museo de historia del arte «Schloss Ambras Innsbruck».
En Ambras, Filipina se ocupaba de recolectar hierbas medicinales y escribió una farmacopea. Los conocimientos farmacéuticos de Filipina Welser, aunque no se mencionan en las descripciones históricas, no fueron despreciable. Su manuscrito, que reagrupa más de 200 recetas (ordenanzas), se encuentra en la Biblioteca Nacional de Viena ; su tía Loxan también llevaba un libro similar. El médico de la corte de Filipina ,  Georg Handsch, copió partes importantes y las adjuntó a uno de sus tratados médicos.
A Filipina también se le atribuye un libro de cocina sobre platos de su época; sin embargo, no es del todo seguro que sea la autora, aunque como mínimo, hizo adiciones o más bien las hizo hacer. Su Libro de Horas ricamente ilustrado también se ha conservado hasta el día de hoy.
Además, se comprometió con las obras de caridad y ayuda a la población, como demuestran las muchas solicitudes escritas que recibió. Su esposo le transmitió varios bienes y le hizo muchos regalos. Obtuvo los títulos de margravina de Burgau, landgravina de Mellenburg y condesa de Hohenberg superior e inferior.
A partir de 1570, Filipina padeció graves problemas de salud y falleció el 24 de abril de 1580. Su esposo hizo construir una tumba de mármol blanco en la «capilla de plata» de la Hofkirche en Innsbruck (donde también será enterrado su marido). Además, se hizo cargo de sus sirvientes de por vida y apoyó a aquellos a quienes Filipina había mantenido económicamente. Después de la muerte de Filipina, Fernando se casó por segunda vez en 1582 con una de sus sobrinas Ana Catalina Gonzaga de Mantua, hija del duque Guillermo Gonzaga de Mantua y de su hermana la archiduquesa Leonor. 

### Hijos
Filipina tuvo los siguientes hijos de Fernando Il:
- Andrés de Austria (castillo de Bresnitz, 15 de junio de 1558 - Roma, 12 de noviembre de 1600), obispo de Constanza y Brixen, cardenal y gobernador de los Países Bajos (1598-1600).
- Carlos de Burgau (castillo de Bürglitz, 22 de noviembre de 1560 -Überlingen, 31 de octubre de 1618), general del Imperio en Hungría, margrave  de Burgau —un territorio de los Habsburgo, parte de lo que se llama la Austria Anterior, centrada alrededor de la ciudad de Burgau, en el oeste de la actual Baviera—, casado con Sibila de Cléveris (1557-1627), hija de Guillermo V el Rico de Cleves.
- Felipe de Austria (1562-1563).
- María de Austria (1562-1563), melliza de Felipe.

## Obras

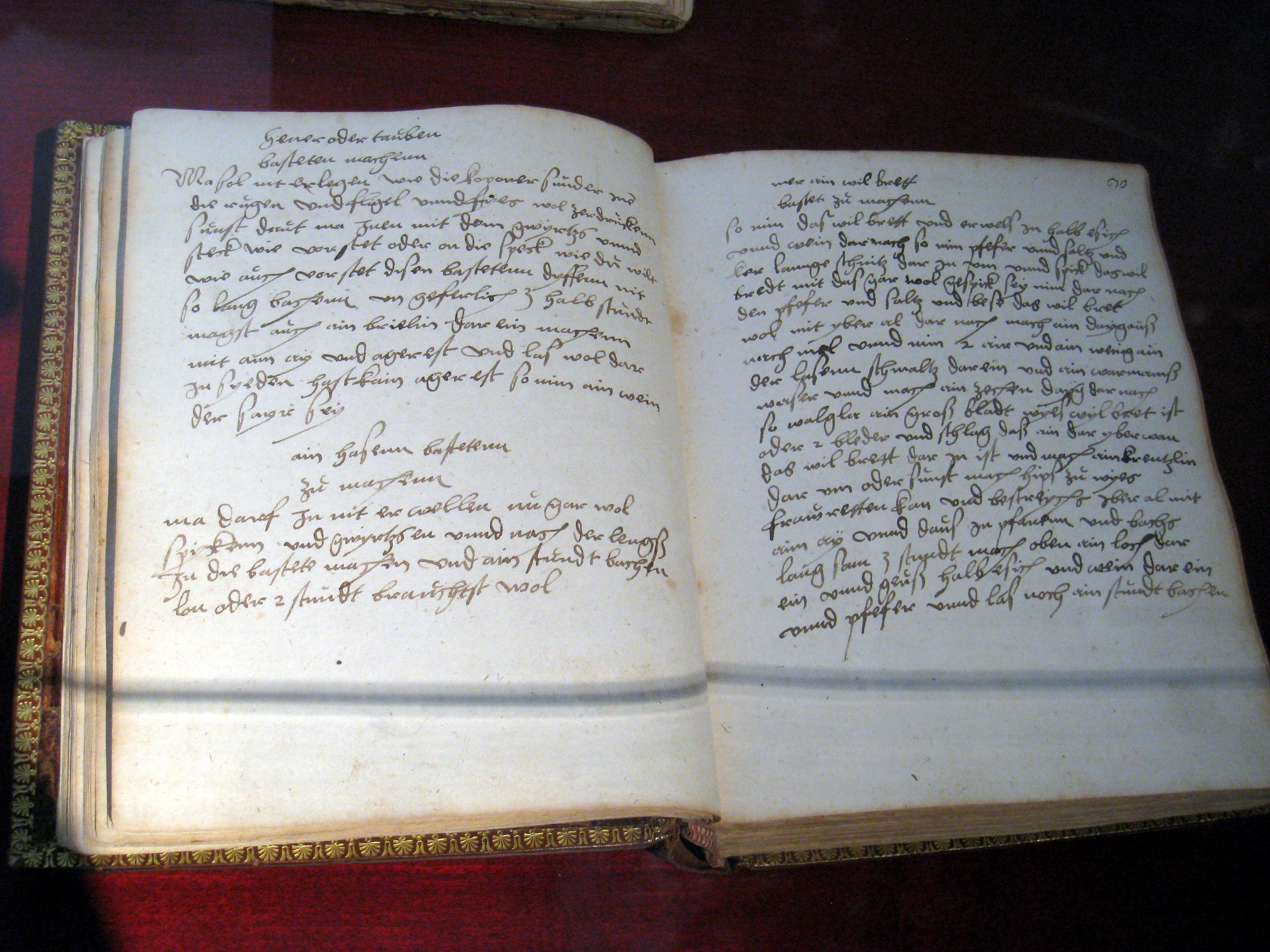
Libro de cocina de Philippine Welser

- De re coquinaria (o Das Kochbuch der Philippine Welser) [Libro de cocina de Philippine Welser), manuscrito datado hacia 1543/44, castillo de Ambras en Innsbruck. Inv.Nr. PA 1473
- Das Arzneimittelbuch der Philippine Welser [Libro de cocina y de farmacopea]], manuscrito datado hacia 1545,castillo de Ambras en Innsbruck. Inv.Nr. PA 1474

### Sobre su vida
- Eduard Widmoser: Philippine Welser (1527-1580). In: Publikationen der Schwäbischen Forschungsgemeinschaft: Reihe 3: Lebensbilder aus dem Bayerischen Schwaben, tome 2: Hg. von Götz Frhr. von Pölnitz, Weißenhorn: Anton H. Konrad Verlag (Vorm. Max-Hueber-Verlag, München), 1953, 467 p., ISBN 3-87437-066-6, ici : S. 227-245
- Wendelin Boeheim: Philippine Welser - Eine Schilderung ihres Lebens und ihres Charakters, Innsbruck: Verlag des Museum Ferdinandeum, o.J. (vers 1893), 67 S.
- Joseph Hirn: Erzherzog Ferdinand II. von Tirol. Geschichte seiner Regierung und seiner Länder, Innsbruck, v. 1 (1885), surtout le volume 2 (1888)
- Paul Lindenberg: Das Denkmal der deutschen Frauen, Essen 1927 (paginas 50-56)
- Philippine Welser und Anna Caterina Gonzaga, catalogue d'exposition, Schloss Ambras, Innsbruck 1998

### Arte curativo a base de hierbas
- Sigrid-Maria Größing (1992). Kaufmannstochter im Kaiserhaus – Philippine Welser und ihre Heilkunst (en alemán). Vienne: Kremayr und Scheriau. p. 254. ISBN 3-218-00531-0.
- Sigrid-Maria Größing (1998). Die Heilkunst der Philippine Welser – Außenseiterin im Hause Habsburg (en alemán). Augsburg: Sankt-Ulrich-Verlag. p. 160. ISBN 3-929246-28-7.
- Karl Beer (1950). «Philippine Welser als Freundin der Heilkunst». Gesnerus (en alemán) 7: 80-86.

### Arte culinario
- Manfred Lemmer (Hrsg.): Das Kochbuch der Philippine Welser. Pinguin-Verlag, Innsbruck 1983 (Lizenzausgabe der Edition Leipzig) ISBN 3-7016-2122-5 - Fac-similé de l'ouvrage original De re coquinaria avec commentaire, transcription et glossaire par Gerold Hayer

### Novelas sobre Filipina Welser
- Adelbert [Heinrich] Graf [von] Baudissin: Philippine Welser oder vor dreihundert Jahren. Historischer Roman. 1864
- [Johann Baptist Durach]: Philippe Welserinn. Eine Geschichte aus dem sechszehnten Jahrhunderte, 1792
- George [Ludwig] Hesekiel: Lux et umbra. Ein großer Liebeshandel im sechszehnten Jahrhundert. Aus den hinterlassenen Schriften des Magisters Nicolaus Longinus und anderen zuverlässigen Mittheilungen herausgegebe, 1861
- Moritz Richter: Philippine Welser. Historische Erzählung, 1830
- Fanny Wibmer-Pedit: Die Welserin. Roman, 1940
- Oskar Wildenburg: Philippine Welser, die schöne Augsburgerin oder die eiserne Garderobe des Mittelalters. Historische Erzählung, 1873
- Heinrich Zerkaulen: Die heimliche Fürstin. Roman, 1933